# Антимонид калия
Антимонид калия — бинарное неорганическое соединение
калия и сурьмы с формулой KSb,
кристаллы.

## Получение
- Сплавление чистых веществ:

{\displaystyle {\mathsf {K+Sb\ {\xrightarrow {610^{o}C}}\ KSb}}}

## Физические свойства
Антимонид калия образует кристаллы
моноклинной сингонии,
пространственная группа P 21/c,
параметры ячейки a = 0,718 нм, b = 0,697 нм, c = 1,340 нм, β = 115,1°.